# Ángel Guastella
Ángel Guastella (ur. 7 listopada 1931 w Buenos Aires, zm. 29 września 2016 w San Miguel de Tucumán) – argentyński rugbysta grający na pozycji łącznika ataku, reprezentant kraju, następnie trener i działacz sportowy.
Grać w rugby zaczął w wieku czternastu lat. W 1953 roku był jednym z założycieli Club Pueyrredón i w jego seniorskim zespole grał do roku 1967, a jeszcze kolejne sześć lat w drużynie weteranów. Piętnaście lat pełnił w klubie rolę kapitana, prowadząc zespół do awansów w hierarchii ligowych rozgrywek – łącznie w ciągu dwudziestu dziewięciu lat aktywnej kariery zawodniczej rozegrał około sześciuset spotkań. Otrzymywał także powołania do reprezentacji kraju i w latach 1956–1960 zagrał w czterech testmeczach, w których zdobył sześć punktów.
Karierę trenerską rozpoczął już w roku 1949. Trenował następnie juniorskie i seniorskie reprezentacje zarówno kraju, jak i regionalnego związku rugby – w tym Pumas w latach 1965–1973, 1978 i 1985–1987. Wśród jego sukcesów były zwycięstwo nad Francją i jedyny w historii argentyńskiego rugby remis z All Blacks, a karierę trenerską na poziomie reprezentacyjnym zakończył po nieudanym Pucharze Świata 1987. Trenował w wielu szkołach i klubach, a od roku 1999 związany z klubem Tucumán Lawn Tennis Club. Wśród jego wychowanków był m.in. Nicolás Sánchez.
Pracował jako nauczyciel i wykładowca wychowania fizycznego oraz był działaczem Unión Argentina de Rugby, FIRA, Consejo Sudamericano del Deporte i Consejo Iberoamericano del Deporte. Ponadto pisał dla sportowego czasopisma Olé.
Dwa lata przed śmiercią doznał udaru mózgu i odtąd stan jego zdrowia zaczął się pogarszać. Miał problemy z mową i poruszaniem, a ostatnie dni życia spędził na OIOM-ie nie odzyskawszy przytomności. Zgodnie z jego wolą prochy zostały rozsypane na boisku klubu z Tucumán.